# Geonemertes rodericana
O Geonemertes rodericana é uma espécie de verme da família Prosorhochmidae. O nome científico da espécie foi publicado pela primeira vez com validade em 1879 por Gulliver.